# جیلیان آلین
جیلیان آلین (انگلیسی: Jillian Alleyne؛ زادهٔ ۱۶ اوت ۱۹۹۴) بازیکن بسکتبال اهل ایالات متحده آمریکا است.